# Arthur Lubin
Pour les articles homonymes, voir Lubin.
Arthur Lubin est un réalisateur, acteur et producteur américain né le 25 juillet 1898 à Los Angeles, Californie (États-Unis), mort le 12 mai 1995 à Glendale en Californie (États-Unis).

## Filmographie

### comme réalisateur

#### Au cinéma
- 1934 : A Successful Failure
- 1935 : Great God Gold (en)
- 1935 : Honeymoon Limited (en)
- 1935 : Two Sinners
- 1935 : Grèves à Frisco (en) (Frisco Waterfront)
- 1936 : La Maison aux mille bougies (en) ou La Maison aux mille chandelles (The House of a Thousand Candles)
- 1936 : Le Mystère de la grotte jaune (en) (Yellowstone)
- 1936 : Mysterious Crossing (en)
- 1937 : Californie... en avant ! (California Straight Ahead!)
- 1937 : Chasseurs d'images ou Les Lanciers du désert (I Cover the War)
- 1937 : L'Idole de la foule (Idol of the Crowds)
- 1937 : Le Testament du capitaine Drew (Adventure's End)
- 1938 : L'Intrusion de minuit (en) (Midnight Intruder)
- 1938 : L' Enfant rebelle (en) (The Beloved Brat)
- 1938 : Échappé de prison (Prison Break)
- 1938 : Secrets of a Nurse (en)
- 1939 : Risky Business (en)
- 1939 : Big Town Czar (en)
- 1939 : Petit Mickey (en) (Mickey the Kid)
- 1939 : Call a Messenger (en)
- 1939 : Devoir et Déchéance (en) (The Big Guy)
- 1940 : Vendredi 13 (Black Friday)
- 1940 : Les Gangsters de Chicago (en) (Gangs of Chicago)
- 1940 : La Police mexicaine en alerte (en) (Meet the Wildcat)
- 1940 : J'ai donné mon cœur (en) (I'm Nobody's Sweetheart Now)
- 1940 : Le Manoir de la peur (en) (Who Killed Aunt Maggie?)
- 1940 : Les Docks de San Francisco (en) (San Francisco Docks)
- 1941 : La Chanteuse inconnue (Where Did You Get That Girl?)
- 1941 : Deux nigauds soldats (Buck Privates)
- 1941 : Deux nigauds marins (In the Navy)
- 1941 : Fantômes en vadrouille (Hold That Ghost)
- 1941 : Deux Nigauds aviateurs (Keep 'Em Flying)
- 1942 : Deux Nigauds cow-boys (Ride 'Em Cowboy)
- 1942 : L'Escadrille des aigles (Eagle Squadron)
- 1942 : Keeping Fit (en) (court métrage de propagande)
- 1943 : To the People of the United States (en) (court métrage de propagande)
- 1943 : La Sauvagesse blanche (en) (White Savage)
- 1943 : Le Fantôme de l'Opéra (Phantom of the Opera)
- 1944 : Ali Baba et les Quarante Voleurs (Ali Baba and the Forty Thieves)
- 1945 : Délicieusement dangereuse (Delightfully Dangerous)
- 1946 : Le Retour de la femme-araignée (The Spider Woman Strikes Back)
- 1946 : Night in Paradise
- 1947 : La Nouvelle-Orléans (en) (New Orleans)
- 1949 : Choc en retour (Impact)
- 1950 : Francis, le mulet qui parle (Francis)
- 1951 : Francis aux courses (en) (Francis Goes to the Races)
- 1951 : Reine d'un jour (en) (Queen for a Day)
- 1951 : Rhubarb, le chat millionnaire (Rhubarb)
- 1952 : Francis chez les cadets (en) (Francis Goes to West Point)
- 1952 : Ça pousse sur les arbres (It Grows on Trees)
- 1953 : Gobs in a Mess
- 1953 : Le Bagarreur du Pacifique (South Sea Woman)
- 1953 : Francis journaliste (en) (Francis Covers the Big Town)
- 1954 : L' Étoile des Indes (en) (Star of India)
- 1954 : Francis chez les Wacs (Francis Joins the WACS)
- 1955 : Des pas dans le brouillard (Footsteps in the Fog) avec Stewart Granger
- 1955 : Francis dans la marine (Francis in the Navy)
- 1955 : Madame de Coventry (Lady Godiva of Coventry)
- 1956 : La VRP de choc (The First Traveling Saleslady)
- 1957 : Escapade au Japon (Escapade in Japan)
- 1961 : Le Voleur de Bagdad (Il ladro di Bagdad)
- 1964 : Limpet, incroyable arme secrète (The Incredible Mr. Limpet)
- 1966 : Tiens bon ! (en) (Hold On!)
- 1971 : Rain for a Dusty Summer

#### À la télévision
- 1955 : Cheyenne (série)
- 1957 : Maverick (série)
- 1958 : Bronco (série)
- 1958 : 77 Sunset Strip (série)
- 1961 : Monsieur Ed, le cheval qui parle ("Mister Ed") (série)
- 1978 : Little Lulu

### Comme acteur
- 1924 : Les Fiancés du jury (en) (The Woman on the Jury) de Harry O. Hoyt : un juré
- 1925 : Les Siens (His People) d'Edward Sloman : Morris Cominsky
- 1926 : Bardelys le magnifique (Bardelys the Magnificent), de King Vidor : Roi Louis XIII
- 1926 : Millionaires (en) de Herman C. Raymaker : Lew
- 1927 : Afraid to Love (en) d'Edward H. Griffith : Rafael
- 1928 : La Symphonie nuptiale (The Wedding March) d'Erich von Stroheim : guide de montagne
- 1928 : The Bushranger de Chester Withey : Arthur
- 1929 : Eyes of the Underworld (en) de Leigh Jason et Ray Taylor  : chef de gang
- 1929 : Times Square (en) de Joseph Boyle : Russ Glover / Benjamin Lederwitski

### comme producteur
- 1956 : La VRP de choc (The First Traveling Saleslady)
- 1957 : Escapade au Japon (Escapade in Japan)